# Andranik Kocharyan
Andranik Kocharyan (in armeno Անդրանիկ Քոչարյան?; Erevan, 29 gennaio 1994) è un calciatore armeno, centrocampista svincolato.

## Palmarès

### Club

#### Competizioni nazionali
- Campionato armeno: 1

Banants: 2013-2014